# ماريو سيزار رودريغيز
ماريو سيزار رودريغيز (بالإسبانية: Mario César Rodríguez)‏ (31 يوليو 1975 هندوراس - ) هو لاعب كرة قدم هندوراسي يلعب كلاعب وسط.

## روابط خارجية
- ماريو سيزار رودريغيز على موقع الاتحاد الدولي (مؤرشف)  (الإنجليزية)
- ماريو سيزار رودريغيز على موقع قاعدة بيانات كرة القدم.إي يو (الإنجليزية)
- ماريو سيزار رودريغيز على موقع ناشيونال فوتبول تيمز (الإنجليزية)